# Leander Lycurgus Pickett
Leander Lycurgus Pickett, född 27 februari 1859 i Burnsville, Mississippi, död 9 maj 1928 i Middlesboro, Kentucky, var en amerikansk publicist och förläggare, aktiv inom Helgelserörelsen i USA. Hans grav finns i Wilmore, Kentucky.
Han grundade förlaget Pentecostal Publishing Company och flyttade det omkring år 1900 från South Carolina till Louisville, Kentucky. Han var också aktiv som tonsättare och sångförfattare.
Utöver förlagsverksamheten har han gjort sig känd för en het debatt mot M.A. Smith som hölls i Terrell, Texas den 31 augusti - 3 september 1896.

## Psalmer
- Tala till mig, o Herre nr 126 i Sångboken 1998.